# Selenomorphus viridipes
Selenomorphus viridipes är en insektsart som beskrevs av William Lucas Distant 1920. Selenomorphus viridipes ingår i släktet Selenomorphus och familjen dvärgstritar. Inga underarter finns listade i Catalogue of Life.